# Begonia mildbraedii
Espèce
Begonia mildbraedii est une espèce de plantes de la famille des Begoniaceae.
L'espèce fait partie de la section Scutobegonia.
Elle a été décrite en 1913 par Ernest Friedrich Gilg (1867-1933).

## Répartition géographique
Cette espèce est originaire des pays suivants : Angola ; Cameroun ; Congo ; Cote D'Ivoire ; Gabon ; Ghana ; Zaire.